# キャンディス・オーウェンズ
キャンディス・アンバー・オーウェンズ・ファーマー（英語: Candace Amber Owens Farmer, 1989年4月29日 - ）は、アメリカの保守系の作家、政治評論家、政治活動家である。当初はドナルド・トランプ大統領や共和党に批判的であったが、その後、支持に転じた。ブラック・ライヴズ・マターや民主党には批判的である。

## 生い立ち
オーウェンズはコネチカット州スタンフォードで、4人兄弟の3番目として生まれた。両親が離婚したため、11～12歳ごろから祖父母によって育てられる。父方の祖父はアフリカ系アメリカ人でノースカロライナ州生まれ。祖母はアメリカ領ヴァージン諸島のセント・トーマス島の出身である。
2007年、元友人やスタンフォード市長の息子を含む五人の白人同級生らに人種差別的な言葉でリンチを表す「タール羽の刑にしてやる」などの殺害脅迫と人種的および性的中傷をうけたと主張、捜査と裁判においては全米黒人地位向上協会 (NAACP) の支援を受け。また NAACP から通学時の護衛などの支援も受けた。2008年の連邦裁判では、学校側が生徒を人種的な攻撃から守らなかったと主張、学校側は37,500ドルをオーウェンズに支払った。
コネチカットのスタンフォード高校を卒業後、ロードアイランド大学に進学したが、学資ローンの問題で退学を余儀なくされた。
2015年、マーケティングサイトDegree180を共同設立し、「共和党のティーパーティーの狂った狂気」といった投稿記事も書いていた。
2016年、人種差別的な殺害脅迫を経験したオーウェンズは、デジタル・フットプリントを利用しネットいじめを追跡するサイト SocialAutopsy.com を立ち上げた。これが、ネット上におけるプライバシーを侵害するものとして物議をかもし、さらにゲーマーゲート集団嫌がらせ事件に介入、自身の個人情報もネットにさらされ激しく非難された。その渦中で、マイロ・ヤノプルスやマイク・セルノヴィッチらオルタナ右翼のサポートをうけ、彼女自身の言葉によれば「一夜にして保守派になった」という。

## 保守派としての活動
2017年頃から、オーウェンズは構造的人種差別、制度的不平等、アイデンティティ・ポリティクスなどのリベラル派のレトリックを批判し、保守系の言論界で名を知られるようになる。2017年に政治をテーマとした動画をYouTubeに投稿し始め、同年9月には、アメリカにおける黒人保守派の運動を推進することを目的に、Red Pill BlackというウェブサイトおよびYouTubeチャンネルを立ち上げた。PragerUのYouTubeチャンネルで「ザ・キャンディス・オーウェンズ・ショー」の司会を務めている。
2017年11月、ターニング・ポイントUSAという右派系非営利組織がオーウェンズをディレクターとして採用することを発表 (2019年5月に退任) 。
2018年4月、ツイートに「トランプ大統領は自由な世界のリーダーであると同時に、救世主でもあると心から信じている」と投稿。さらにカニエ・ウェストが「キャンディス・オーウェンズの考え方はいいね」とツイートし、大きな話題となる。5月、ドナルド・トランプ大統領がオーウェンズが「この国の政治に大きなインパクトを与えている」と発言。10月、イギリスのブレクジットをもじり、黒人は民主党を去るべきというキャンディスの主張を表す Blexit のロゴを「自分の親愛なる友人のカニエが制作したもの」として紹介した。しかしカニエは関与を否定。オーウェンズはブログで謝罪したが「私は一度もカニエがロゴをデザインしたとは言っていない」と主張した。カニエは自分が信じてもいない政治的メッセージを拡散するのに利用されていると不快感を表明した。BBC は アメリカの Blexit がどう歴史認識を取り間違えているのか検証した。 
2019年3月15日にニュージーランドで51人を殺害した白人至上主義者 (クライストチャーチモスク銃乱射事件) は、その声明のなかで 「彼女の話を聞くたび、彼女の洞察力と物の見方に圧倒され、僕はどんどん暴力を信じていった」と言及していた。4月、ヘイトクライムと白人至上主義者に関する下院司法委員会での証言の中で、オーエンスは、共和党が南部での支持を拡大するために人種差別を利用したという南部戦略 (英語版) は「ありえない」「神話」であると主張したが、これは米史研究者らによって否定され、プリンストン大学のケビン・クルーゼはこの発言を「まったくナンセンス」だと批判した。
11月、フォックスに出演し、オーウェンズは自分が生きてきた中で、人種問題などまったくなかったと強調したが、これは2008年の人種差別から生徒を守らなかったと学校側を訴えた訴訟とその際の NAACP の支援を忘れているのではないかと話題になった。
2020年4月、オーウェンズは政界進出の意思があることを明らかにしたが、一方で大統領選挙の共和党党大会に呼ばれなかったことがネットの話題となった。6月、オーエンスは、ジョージ・ソロスがジョージ・フロイドの死の抗議者に資金提供していると主張したが、それはすぐに誤りである指摘とされた。その後まもなく、彼女はジョージ・フロイドを「黒人アメリカの壊れた文化」であり「恐ろしい人間」「彼が殉教者扱いされることは私をうんざりさせる」と語り、トランプ大統領がこれらの発言をリツイートし1億回近く再生された。
11月、ファッション誌『ヴォーグ』の表紙を飾ったハリー・スタイルズのドレス姿に対し「強靭な男性なしで生き残れる社会なんて存在しない」と、「男性が着実に女性化している」ことをマルクス主義と関連させてツイートしたことに対し、著名人が続々と批判の投稿をよせた。

## 著作
『Blackout: How Black America Can Make Its Second Escape from the Democrat Plantation』(2020年9月、Threshold Editions社刊)
- 『ブラックアウト アメリカ黒人による、“民主党の新たな奴隷農場"からの独立宣言』(2022年4月、我那覇真子訳、ジェイソン・モーガン監修)

## 私生活
2019年、ジョージ・ファーマーとの婚約を発表。2019年8月30日にバージニア州シャーロッツビルのトランプ・ワイナリーで結婚式を挙げる。ファーマーはオックスフォード大学卒業後、ヘッジ・ファンドで働いていた。彼の父親はイギリス貴族院議員のマイケル・ファーマー。2020年に第一子を妊娠したことを発表。

## 日本での受容
日本でオーウェンズを積極的に紹介するメディアには、アメリカで親トランプの陰謀論や誤情報を拡散したとして問題になっている大紀元時報などがある。また土方細秩子は、偽情報で「バッシング」されているオーウェンズの投稿に関し、「国中がオーウェンズ発言をなかったこと、聞かなかったことにしよう」とする風潮で異論が排除されていると主張している。

## 参考資料
ファクトチェック Politifact - Candace Owens